# Vînohradne, Feodosia
Vînohradne (în ucraineană Виноградне) este un sat în comuna Nasîpne din orașul regional Feodosia, Republica Autonomă Crimeea, Ucraina.

## Demografie
Componența lingvistică a localității Vînohradne
     Rusă (81,52%)
     Tătară crimeeană (13,77%)
     Ucraineană (4,35%)
Conform recensământului din 2001, majoritatea populației localității Vînohradne era vorbitoare de rusă (81,52%), existând în minoritate și vorbitori de tătară crimeeană (13,77%) și ucraineană (4,35%).